# Cornelia Leidolph
Cornelia Leidolph (geb. Drechsler; * 9. Oktober 1940 in Gera; † 13. April 2020 in Weilheim in Oberbayern) war eine deutsche Goldschmiedin.

## Leben und Werk
Cornelia Leidolph studierte von 1960 bis 1962 an der Medizinischen Fachschule Leipzig und schloss mit dem Examen als Krankenschwester ab. Im Rahmen der Erwachsenenqualifizierung bei Harald Otto in Zeitz erwarb sie 1967 den Facharbeiterbrief als Goldschmiedin. 1969 legte sie die Meisterprüfung ab. Ab 1971 arbeitete sie, unterbrochen 1975/1976 durch die Teilnahme an einem Förderlehrgang für Formgestaltung an der Hochschule für industrielle Formgestaltung Halle – Burg Giebichenstein, als selbständige Goldschmiedin. Sie war bis 1990 Mitglied des Verbands Bildender Künstler der DDR.
Nach der deutschen Wiedervereinigung zog sie zu ihren Angehörigen nach Weilheim. Dort arbeitete sie weiter in ihrem Beruf und betrieb in der Zugspitzstraße 30 ihre eigene Galerie.

## Ausstellungen (mutmaßlich unvollständig)

### Einzelausstellungen
- 2018: Weilheim, eigene Galerie („Kunst in Gold, Silber und Edelstein“; mit Gerd Lepic)
- 2019: Weilheim, eigene Galerie (mit Sophie von Bechtolsheim)

### Teilnahme an zentralen und wichtigen regionalen Ausstellungen in der DDR
- 1975, 1979 und 1984: Halle (Saale), Bezirkskunstausstellungen
- 1982: Erfurt, Galerie am Fischmarkt („Unedler Schmuck“)
- 1982: Erfurt („III. Quadriennale des Kunsthandwerks sozialistischer Länder“)
- 1982/1983: Dresden, IX. Kunstausstellung der DDR
- 1984: Erfurt, Galerie am Fischmarkt („Schmuck und Glas“)